# 남희정 (희극인)
남희정(1994년 12월 9일 ~ )은 대한민국의 희극인이다. 유튜브 급식왕 채널과 개인채널인 방실이 채널에서 활동하고 있다. '남하리'로 개명하였다.

## 출연
- 내일은 미스트롯
- 급식왕
- 방실이
- 급식커플
- 웃찾사